# 异柠檬酸裂合酶
有关缩写为ICL的其他条目，请参见此
异柠檬酸裂合酶（英語：Isocitrate lyase，缩写ICL，EC 4.1.3.1）是以一种在乙醛酸循环中将异柠檬酸切割为乙醛酸和琥珀酸的酶。其产物再通过苹果酸合酶合成苹果酸，跳过了三羧酸循环（TCA循环）中脱去CO2的两步。这一途径广泛存在于细菌、真菌与植物中。

## 机制
异柠檬酸裂合酶属于异柠檬酸裂合酶家族，该家族的其它成员有羧乙烯基-羧基膦酸酯磷酰基变位酶（EC 2.7.8.23），以及磷酸烯醇式丙酮酸变位酶（EC 5.4.2.9，参与草丁膦类三肽抗生素的合成）。
在乙醛酸循环中，苹果酸合酶可催化乙酰辅酶A与乙醛酸缩合形成苹果酸从而使循环得以继续。

## 酶结构
截止2007年底，已有5个这类酶的结构被解析，PDB接入代码为1DQU、1F61、1F8I、1F8M和1IGW。

## 延伸阅读
- McFadden BA and Howes WV. . J. Biol. Chem. 1963, 238: 1737–1742.
- Shiio I, Shiio T and McFadden BA. . Biochim. Biophys. Acta. 1965, 96: 114–22. PMID 14285253. doi:10.1016/0005-2787(65)90615-5.
- VICKERY HB. . J. Biol. Chem. 1962, 237: 1739–41. PMID 13925783.